# Mounir El Allouchi
Mounir El Allouchi (Roosendaal, 27 september 1994) is een Nederlands-Marokkaans betaald voetballer die doorgaans speelt als middenvelder. In juli 2025 verliet hij Al-Zulfi.

## Clubcarrière
El Allouchi speelde in de jeugd van RSC Alliance in zijn geboorteplaats Roosendaal. Al snel werd hij gescout door RBC Roosendaal, waar hij in de opleiding terechtkwam. In 2011 ging RBC failliet en El Allouchi keerde weer terug naar Alliance. Na één seizoen daar werd hij opgepikt door NAC Breda, waar hij twee jaar in de jeugdteams doorbracht. In 2014 kreeg de middenvelder zijn eerste professionele contract bij de Bredase club, tot medio 2017. Op 8 november 2014 mocht El Allouchi debuteren voor zijn club, toen met 0–1 werd verloren van AZ. De middenvelder mocht van coach Eric Hellemons acht minuten voor tijd invallen voor Jesse van Bezooijen. Na nog een invalbeurt werd in de winterstop besloten hem voor anderhalf jaar te stallen bij Helmond Sport. In de tijd bij Helmond kwam hij tot negen doelpunten in zevenenveertig wedstrijden.
Na zijn terugkeer ging hij een grotere rol spelen in het eerste elftal van NAC. Aan het einde van het seizoen promoveerde de Bredase club naar de Eredivisie. Een kleine maand eerder ondertekende de aanvallende middenvelder een nieuwe verbintenis bij de club, tot medio 2019. Gedurende het seizoen 2017/18 had El Allouchi onder leiding van coach Stijn Vreven een basisplaats op het middenveld in de Eredivisie en hij miste slechts één competitieduel die jaargang. Aan het einde van het seizoen verlengde NAC het contract van de middenvelder met twee jaar, tot medio 2021. Na afloop van dat contract besloot El Allouchi de Bredase club achter zich te laten. Hierop ging hij voor FAR Rabat spelen. In de zomer van 2022 verkaste El Allouchi transfervrij naar Karmiotissa. Een jaar later vertrok hij na het aflopen van zijn verbintenis. Medio 2023 verkaste El Allouchi naar Al-Orobah. Na een half seizoen zonder club tekende de middenvelder in januari 2025 voor Al-Zulfi.

## Clubstatistieken
| Seizoen | Club            | Competitie            | Competitie | Competitie | Beker | Beker | Internationaal | Internationaal | Nacompetitie | Nacompetitie | Totaal | Totaal |
| Seizoen | Club            | Competitie            | Wed.       | Dlp.       | Wed.  | Dlp.  | Wed.           | Dlp.           | Wed.         | Dlp.         | Wed.   | Dlp.   |
| ------- | --------------- | --------------------- | ---------- | ---------- | ----- | ----- | -------------- | -------------- | ------------ | ------------ | ------ | ------ |
| 2014/15 | NAC Breda       | Eredivisie            | 2          | 0          | 1     | 0     | —              | —              | —            | —            | 3      | 0      |
| 2014/15 | → Helmond Sport | Eerste divisie        | 15         | 4          | 0     | 0     | —              | —              | —            | —            | 15     | 4      |
| 2015/16 | → Helmond Sport | Eerste divisie        | 32         | 5          | 1     | 0     | —              | —              | —            | —            | 33     | 5      |
| 2016/17 | NAC Breda       | Eerste divisie        | 26         | 4          | 1     | 0     | —              | —              | 4            | 0            | 31     | 4      |
| 2017/18 | NAC Breda       | Eredivisie            | 33         | 3          | 1     | 0     | —              | —              | —            | —            | 34     | 3      |
| 2018/19 | NAC Breda       | Eredivisie            | 28         | 0          | 0     | 0     | —              | —              | —            | —            | 28     | 0      |
| 2019/20 | NAC Breda       | Eerste divisie        | 27         | 6          | 5     | 1     | —              | —              | —            | —            | 32     | 7      |
| 2020/21 | NAC Breda       | Eerste divisie        | 37         | 13         | 1     | 0     | —              | —              | 3            | 0            | 41     | 13     |
| 2021/22 | FAR Rabat       | Botola Pro            | 13         | 1          | 0     | 0     | 2              | 0              | —            | —            | 15     | 1      |
| 2022/23 | Karmiotissa     | A Divizion            | 39         | 10         | 1     | 1     | —              | —              | —            | —            | 40     | 11     |
| 2023/24 | Al-Orobah       | First Division League | 32         | 7          | 1     | 0     | —              | —              | —            | —            | 33     | 7      |
| 2024/25 | Al-Zulfi        | First Division League | 16         | 0          | 0     | 0     | —              | —              | —            | —            | 16     | 0      |
| Totaal  | Totaal          | Totaal                | 300        | 53         | 12    | 2     | 2              | 0              | 7            | 0            | 321    | 55     |

Bijgewerkt op 7 juli 2025.